# اکسانا رماتولینا
اکسانا رماتولینا (روسی: Оксана Евгеньевна Рахматулина؛ زادهٔ ۷ دسامبر ۱۹۷۶) بازیکن بسکتبال اهل اتحاد جماهیر شوروی سوسیالیستی است.